# Зейгерування

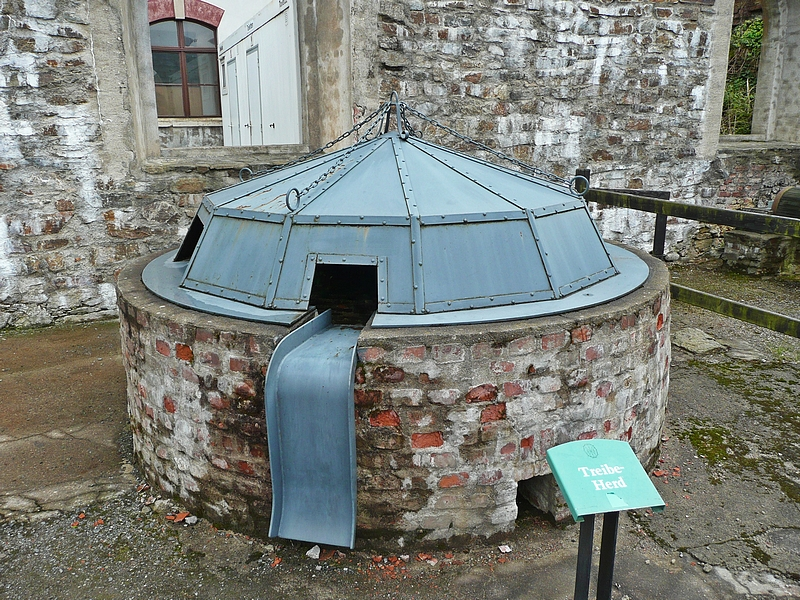
Трейбгерд для розділення свинцю та срібла в процесі зейгерування. Історичний металургійний завод Saigerhütte Grünthal в Саксонських Рудних горах, Німеччина.

Зейгерування (від нім. Seigern — розділятися) — у кольоровій металургії процес розділення сплаву на складові частини.

## Загальний опис
Зейгерування обумовлене величиною температури плавлення складу якого-небудь сплаву. Оскільки температура кожного елемента відрізняється, то при повільному нагріванні сплаву з нього спочатку виплавляються метали і суміші з більш низькими температурами плавлення.
При збільшенні температури плавляться більш тугоплавкі елементи і т. д.
Для зейгерування застосовують відбивні печі з похилим подом.
Приклад: більш легкоплавкий метал, наприклад свинець, виділяється при температурі вище 327 °С, а тугоплавкий, наприклад, мідь або срібло, при такій температурі залишаються в твердому стані.

## Зейгерна піч
Кожна зейгерна піч повинна мати основу, зейгерну доріжку, задню стіну, бічні стіни та випускний тигель.
Основа складається з двох фундаментних плит, чотирьох чотирикутних тесаних каменів та двох мідних плит.
У процесі плавки в зейгерній печі зі зливків лігатури «витоплюється» метал — зейгерблей, що є сплавом свинцю, срібла та золота.